# نیکون کولپیکس اس۴
نیکون کولپیکس اس۴ (به انگلیسی: Nikon Coolpix S4) یک دوربین عکاسی کامپکت ساخت شرکت نیکون است.